# 武藤敦貴
武藤 敦貴（むとう あつき、2001年6月15日 - ）は、福岡県北九州市出身のプロ野球選手（外野手）。左投左打。東北楽天ゴールデンイーグルス所属。

## 経歴

### プロ入り前
小学校4年生の時に野球を始め、地元の少年野球チーム・東筑ファイターズでプレーし、チームメイトには武内夏暉がいた。中学時代は若松ダイナマイトクラブでプレーした。
都城東高等学校では2年生まで投手を務めたが、3年生時には外野手（中堅手）も兼任した。
2019年10月17日に行われたプロ野球ドラフト会議において、東北楽天ゴールデンイーグルスから4位指名を受け、11月5日に契約金3000万円、年俸560万円で仮契約した。背番号は71。

### 楽天時代
2020年はイースタン・リーグ3試合に出場し、5打数2安打の成績だった。12月2日、背番号が50に変更されることが発表された。
2021年は開幕一軍入りし、シーズン序盤に外野手の守備固めとして起用され44試合に出場。4月3日のオリックス戦では8番・右翼手として初先発し、4月6日の埼玉西武ライオンズ戦では初安打を記録した。オフに、100万円増となる推定年俸660万円で契約を更改した。
2022年は、7月23日の西武戦で1点を追う8回に平良海馬から同点打となるプロ初本塁打を記録した。一軍では43試合に出場し、打率.250、1本塁打、9打点という成績だった。
2023年は、一軍出場はなく、イースタン・リーグの試合に90試合出場し、打率.259、3本塁打、出塁率.394という成績を残した。
2024年8月14日におよそ2年ぶりの一軍昇格を果たす。同年は二軍では89試合に出場で打率.281と結果を残すことができたものの、一軍出場は7試合にとどまり、打率.200、0本塁打、0打点とアピール不足に終わった。
2025年は開幕一軍を勝ち取るも、20試合の出場で打率.143と結果を残せず4月30日に二軍降格。二軍調整を経て6月10日に再び一軍昇格するも、安打はわずか1本に終わり、7月2日に再び登録抹消となった。8月3日に一軍昇格。

## 選手としての特徴・人物
パンチ力のある打撃と50m走のタイム6秒0の俊足、遠投110mの強肩が武器。
愛称は「むーやん」。
入団時の背番号は71であったが、2年目以降は球団が提示した50を着用している。本人はこの背番号変更について、当初は「なんでだろう?」と思っていたが、現在は50番に愛着を持っており、2桁でいくなら50番がいいと語っている。

## 詳細情報

### 年度別打撃成績
| 年 度     | 球 団     | 試 合 | 打 席 | 打 数 | 得 点 | 安 打 | 二 塁 打 | 三 塁 打 | 本 塁 打 | 塁 打 | 打 点 | 盗 塁 | 盗 塁 死 | 犠 打 | 犠 飛 | 四 球 | 敬 遠 | 死 球 | 三 振 | 併 殺 打 | 打 率 | 出 塁 率 | 長 打 率 | O P S |
| --------- | --------- | ----- | ----- | ----- | ----- | ----- | -------- | -------- | -------- | ----- | ----- | ----- | -------- | ----- | ----- | ----- | ----- | ----- | ----- | -------- | ----- | -------- | -------- | ----- |
| 2021      | 楽天      | 44    | 19    | 19    | 4     | 2     | 0        | 1        | 0        | 4     | 0     | 4     | 0        | 0     | 0     | 0     | 0     | 0     | 8     | 0        | .105  | .105     | .211     | .316  |
| 2022      | 楽天      | 43    | 99    | 88    | 11    | 22    | 2        | 3        | 1        | 33    | 9     | 1     | 5        | 0     | 1     | 8     | 0     | 2     | 28    | 1        | .250  | .323     | .375     | .698  |
| 2024      | 楽天      | 7     | 5     | 5     | 0     | 1     | 0        | 0        | 0        | 1     | 0     | 0     | 1        | 0     | 0     | 0     | 0     | 0     | 2     | 0        | .200  | .200     | .200     | .400  |
| 通算：3年 | 通算：3年 | 94    | 123   | 112   | 15    | 25    | 2        | 4        | 1        | 38    | 9     | 5     | 6        | 0     | 1     | 8     | 0     | 2     | 38    | 1        | .223  | .285     | .339     | .624  |

- 2024年度シーズン終了時

### 年度別守備成績
| 年 度 | 球 団 | 外野  | 外野  | 外野  | 外野  | 外野  | 外野     |
| 年 度 | 球 団 | 試 合 | 刺 殺 | 補 殺 | 失 策 | 併 殺 | 守 備 率 |
| ----- | ----- | ----- | ----- | ----- | ----- | ----- | -------- |
| 2021  | 楽天  | 39    | 18    | 0     | 0     | 0     | 1.000    |
| 2022  | 楽天  | 32    | 50    | 0     | 1     | 0     | .980     |
| 2024  | 楽天  | 4     | 4     | 0     | 0     | 0     | 1.000    |
| 通算  | 通算  | 75    | 72    | 0     | 1     | 0     | .986     |

- 2024年度シーズン終了時

### 記録
初記録
- 初出場：2021年3月26日、対北海道日本ハムファイターズ1回戦（楽天生命パーク宮城）、9回表に島内宏明に代わり左翼手として出場
- 初打席：2021年3月30日、対千葉ロッテマリーンズ1回戦（ZOZOマリンスタジアム）、9回表に横尾俊建の代打で出場、土居豪人から空振り三振
- 初先発出場：2021年4月3日、対オリックス・バファローズ2回戦（楽天生命パーク宮城）、8番・右翼手で先発出場
- 初盗塁：同上、2回裏に二盗（投手：山岡泰輔、捕手：若月健矢）
- 初安打：2021年4月6日、対埼玉西武ライオンズ1回戦（メットライフドーム）、9回表に井上広輝から中前安打
- 初打点：2022年5月17日、対千葉ロッテマリーンズ9回戦（ZOZOマリンスタジアム）、2回表に石川歩から中前適時打
- 初本塁打：2022年7月23日、対埼玉西武ライオンズ16回戦（ベルーナドーム）、8回表に平良海馬から右越ソロ

### 背番号
- 71（2020年[9]）
- 50（2021年[10] - ）